# Флавіо Чіполла
Флавіо Чіполла (італ. Flavio Cipolla; нар. 20 жовтня 1983) — колишній італійський тенісист.
Найвищу одиночну позицію світового рейтингу — 70 місце досяг 23 квітня 2012, парну — 75 місце — 14 липня 2008 року.
Здобув 1 парний титул.
Найвищим досягненням на турнірах Великого шолома було 3 коло в одиночному розряді.
Завершив кар'єру 2017 року.

## Фінали турнірів ATP за кар'єру

### Парний розряд: 1 (1 перемога)
| Легенда                                     |
| ------------------------------------------- |
| Турніри Великого шолома (0–0)               |
| Фінали Світового туру ATP (0–0)             |
| Серія Мастерс 1000 Світового Туру ATP (0–0) |
| Серія 500 Світового туру ATP (0–0)          |
| Серія 250 Світового туру ATP (1–0)          |

| Титули за покриттям |
| ------------------- |
| Тверде (0–0)        |
| Ґрунт (1–0)         |
| Трава (0–0)         |

| Титули за типом корту |
| --------------------- |
| Відкритий (1–0)       |
| Закритий (0–0)        |

| Результат | В-П | Дата     | Турнір                   | Рівень    | Покриття | Партнер   | Суперники                      | Рахунок          |
| --------- | --- | -------- | ------------------------ | --------- | -------- | --------- | ------------------------------ | ---------------- |
| Перемога  | 1–0 | Тра 2016 | Istanbul Open, Туреччина | Серія 250 | Ґрунт    | Дуді Села | Андрес Мольтені Дієго Шварцман | 6–3, 5–7, [10–7] |

## Фінали челленджерів за кар'єру

### Одиночний розряд (5)
| Легенда                |
| ---------------------- |
| Великий Шлем (0)       |
| Tennis Masters Cup (0) |
| Серія Мастерс ATP (0)  |
| Тур ATP (0)            |
| Челленджери (5)        |

| Титули за покриттям |
| ------------------- |
| Тверде (2)          |
| Трава (0)           |
| Ґрунт (3)           |
| Килим (0)           |

| Ранг | Дата           | Турнір                | Покриття | Суперник           | Рахунок            |
| ---- | -------------- | --------------------- | -------- | ------------------ | ------------------ |
| 1.   | 30 травня 2006 | Турин, Італія         | Ґрунт    | Марсель Гранольєрс | 6–3, 6–3           |
| 2.   | 31 липня 2007  | Трані, Італія         | Ґрунт    | Пабло Андухар      | 4–6, 6–2, 6–4      |
| 3.   | 4 вересня 2007 | Генуя, Італія         | Ґрунт    | Джанлука Назо      | 6–2, 6–7(4–7), 7–5 |
| 4.   | 1 січня 2008   | Нумеа, Нова Каледонія | Тверде   | Штефан Волі        | 6–4, 7–5           |
| 5.   | 6 лютого 2011  | Берні, Австралія      | Тверде   | Кріс Гуччоне       | W/O                |

### Парний розряд (17)
| Легенда                |
| ---------------------- |
| Великий Шлем (0)       |
| Tennis Masters Cup (0) |
| Серія Мастерс ATP (0)  |
| Тур ATP (0)            |
| Челленджери (17)       |

| Титули за покриттям |
| ------------------- |
| Тверде (3)          |
| Трава (0)           |
| Ґрунт (13)          |
| Килим (1)           |

| Ранг | Дата            | Турнір                          | Покриття | Партнер                 | Суперники                                   | Рахунок                 |
| ---- | --------------- | ------------------------------- | -------- | ----------------------- | ------------------------------------------- | ----------------------- |
| 1.   | 4 липня 2005    | Мантуя, Італія                  | Ґрунт    | Алессандро Мотті        | Сальвадор Наварро Оскар Серрано             | 5–7, 6–3, 6–3           |
| 2.   | 2 серпня 2005   | Саранськ, Росія                 | Ґрунт    | Зімон Штадлер           | Костянтин Кравчук Олександр Кудрявцев       | 7–6(7–2), 4–6, 7–6(7–3) |
| 3.   | 19 вересня 2005 | Баня-Лука, Боснія і Герцеговина | Ґрунт    | Райнер Айцінґер         | Жерон Массон Стефан Ваутерс                 | 4–6, 6–3, 6–3           |
| 4.   | 25 вересня 2006 | Братислава, Словаччина          | Ґрунт    | Марсель Гранольєрс      | Давід Марреро Пабло Сантос                  | 7–6(7–2), 6–4           |
| 5.   | 9 жовтня 2006   | Барселона, Іспанія              | Ґрунт    | Томас Беренд            | Пабло Андухар Марсель Гранольєрс            | 6–3, 6–2                |
| 6.   | 26 березня 2007 | Неаполь, Італія                 | Ґрунт    | Марсель Гранольєрс      | Марко Груньйола Алессіо ді Мауро            | 6–4, 6–2                |
| 7.   | 30 квітня 2007  | Рим, Італія                     | Ґрунт    | Марсель Гранольєрс      | Стефано Гальвані Мануель Джоркуера          | 3–6, 6–1, [11–9]        |
| 8.   | 1 січня 2008    | Нумеа, Нова Каледонія           | Тверде   | Сімоне Ваньйоцці        | Ян Мертл Мартін Сланар                      | 6–4, 6–4                |
| 9.   | 11 лютого 2008  | Белград, Сербія                 | Килим    | Константінос Ікономідіс | Алессандро Мотті Філіп Полашек              | 4–6, 6–2, [10–8]        |
| 10.  | 24 березня 2008 | Барлетта, Італія                | Ґрунт    | Марсель Гранольєрс      | Олівер Марах Міхал Мертиняк                 | 6–3, 2–6, [11–9]        |
| 11.  | 28 квітня 2008  | Рим, Італія                     | Ґрунт    | Сімоне Ваньйоцці        | Паоло Лоренці Джанкарло Петраццуоло         | 6–3, 6–3                |
| 12.  | 27 травня 2008  | Алессандрія, Італія             | Ґрунт    | Сімоне Ваньйоцці        | Матве Мідделкоп Мелле ван Гемерден          | 3–6, 6–1, [10–4]        |
| 13.  | 13 жовтня 2008  | Ташкент, Узбекистан             | Тверде   | Павел Шнобел            | Михайло Єлгін Олександр Кудрявцев           | 6–3, 6–4                |
| 14.  | 28 лютого 2010  | Мекнес, Марокко                 | Ґрунт    | Пабло Андухар           | Олександр Долгополов Артем Смірнов          | 6–2, 6–2                |
| 15.  | 12 вересня 2010 | Брашов, Румунія                 | Ґрунт    | Даніеле Джорджині       | Раду Албот Андрій Чумак                     | 6–3, 6–4                |
| 16.  | 19 вересня 2010 | Тоді, Італія                    | Ґрунт    | Алессіо ді Мауро        | Марсель Гранольєрс Херард Гранольєрс-Пухоль | 6–1, 6–4                |
| 17.  | 3 квітня 2011   | Барранкілья, Колумбія           | Тверде   | Паоло Лоренці           | Алехандро Фалья Едуардо Струвай             | 6–3, 6–4                |

## Поразка (22)

### Одиночний розряд (8)
| Легенда                |
| ---------------------- |
| Великий Шлем (0)       |
| Tennis Masters Cup (0) |
| Серія Мастерс ATP (0)  |
| Тур ATP (0)            |
| Челленджери (8)        |

| Фінали за покриттям |
| ------------------- |
| Тверде (3)          |
| Трава (0)           |
| Ґрунт (5)           |
| Килим (0)           |

| Ранг | Дата              | Турнір                       | Покриття | Суперник                | Рахунок       |
| ---- | ----------------- | ---------------------------- | -------- | ----------------------- | ------------- |
| 1.   | 29 серпня 2005    | Фройденштадт, Німеччина      | Ґрунт    | Серхіо Ройтман          | 7–5, 6–4      |
| 2.   | 6 вересня 2005    | Генуя, Італія                | Ґрунт    | Потіто Стараче          | 6–3, 7–6(7–3) |
| 3.   | 3 квітня 2006     | Монца, Італія                | Ґрунт    | Ніколя Девільдер        | 6–2, 7–5      |
| 4.   | 28 липня 2008     | Тампере, Фінляндія           | Ґрунт    | Матьє Монкур            | 6–2, 6–2      |
| 5.   | 9 січня 2010      | Нумеа, Нова Каледонія        | Тверде   | Флоріан Маєр (тенісист) | 6–3, 6–0      |
| 6.   | 4 Juny 2011       | Простейов, Чехія             | Ґрунт    | Юрій Щукін              | 6–4, 4–6, 6–0 |
| 7.   | 13 листопада 2011 | Лафборо, Велика Британія     | Тверде   | Тобіас Камке            | 2–6, 5–7      |
| 8.   | 9 вересня 2012    | Сен-Ремі-де-Прованс, Франція | Тверде   | Жосслен Уанна           | 4–6, 5–7      |

### Парний розряд (15)
| Легенда                |
| ---------------------- |
| Великий Шлем (0)       |
| Tennis Masters Cup (0) |
| Серія Мастерс ATP (0)  |
| Тур ATP (0)            |
| Челленджери (15)       |

| Фінали за покриттям |
| ------------------- |
| Тверде (3)          |
| Трава (0)           |
| Ґрунт (12)          |
| Килим (0)           |

| Ранг | Дата            | Турнір                | Покриття | Партнер           | Суперники                                  | Рахунок               |
| ---- | --------------- | --------------------- | -------- | ----------------- | ------------------------------------------ | --------------------- |
| 1.   | 29 червня 2004  | Мантуя, Італія        | Ґрунт    | Алессандро Мотті  | Даніеле Браччалі Джорджо Галімберті        | 6–0, 6–4              |
| 2.   | 25 липня 2005   | Тольятті, Росія       | Тверде   | Массімо Очера     | Скотт Ліпскі Марк Нілсен                   | 6–2, 6–3              |
| 3.   | 12 вересня 2005 | Севілья, Іспанія      | Ґрунт    | Алессандро Мотті  | Маркуш Даніел Фернандо Вісенте             | 6–2, 6–7(1–7), 7–5    |
| 4.   | 3 жовтня 2005   | Рим, Італія           | Ґрунт    | Алессандро Мотті  | Константінос Ікономідіс Васіліс Мазаракіс  | 6–4, 7–6(7–4)         |
| 5.   | 20 березня 2006 | Барлетта, Італія      | Ґрунт    | Алессандро Мотті  | Сантьяго Вентура Бертомеу Фернандо Вісенте | 7–6(7–2), 4–6, [10–8] |
| 6.   | 15 травня 2006  | Санремо, Італія       | Ґрунт    | Франческо Піккарі | Жульєн Беннето Ніколя Маю                  | 6–4, 7–6(8–6)         |
| 7.   | 30 травня 2006  | Турин, Італія         | Ґрунт    | Леонардо Аццаро   | Марсель Гранольєрс Марк Лопес Таррес       | 6–4, 6–3              |
| 8.   | 11 червня 2007  | Кошиці, Словаччина    | Ґрунт    | Леонардо Аццаро   | Філіп Полашек Лукаш Росол                  | 6–1, 7–6(7–5)         |
| 9.   | 23 липня 2007   | Познань, Польща       | Ґрунт    | Іво Клець         | Марк Лопес Таррес Сантьяго Вентура         | 6–2, 5–7, [10–3]      |
| 10.  | 27 серпня 2007  | Комо, Італія          | Ґрунт    | Maro Pedrini      | Максімо Гонсалес Сімоне Ваньйоцці          | 7–6(7–5), 6–4         |
| 11.  | 4 вересня 2007  | Генуя, Італія         | Ґрунт    | Сімоне Болеллі    | Даніеле Джорджині Сімоне Ваньйоцці         | 6–3, 6–1              |
| 12.  | 11 жовтня 2009  | Таррагона, Іспанія    | Ґрунт    | Алессандро Мотті  | Томаш Беднарек Матеуш Ковальчик            | 6–1, 6–1              |
| 13.  | 10 січня 2010   | Нумеа, Нова Каледонія | Тверде   | Сімоне Ваньйоцці  | Ніколя Девільдер Едуар Роже-Васслен        | 5–7, 6–2, [10–8]      |
| 14.  | 9 січня 2011    | Нумеа, Нова Каледонія | Тверде   | Сімоне Ваньйоцці  | Домінік Мефферт Фредерік Нільсен           | 7–6(7–4), 5–7, [10–5] |
| 15.  | 24 вересня 2011 | Ізмір, Туреччина      | Тверде   | Томас Фаббіано    | Тревіс Реттенмаєр Зімон Штадлер            | 6–0, 6–2              |

## Досягнення
| W | Ф | ПФ | ЧФ | #Р | КТ | К# | DNQ | A | NH |

### Одиночний розряд
| Турнір                                 | 2007 | 2008 | 2009 | 2010 | 2011 | 2012 | 2013 | В-П  |
| -------------------------------------- | ---- | ---- | ---- | ---- | ---- | ---- | ---- | ---- |
| Турніри Великого шлему                 |      |      |      |      |      |      |      |      |
| Відкритий чемпіонат Австралії з тенісу |      |      | 2р   |      | 1р   | 2р   | 1р   | 2–4  |
| Відкритий чемпіонат Франції з тенісу   | 2р   |      |      |      |      | 1р   |      | 1–2  |
| Вімблдонський турнір                   |      |      |      |      | 1р   | 1р   |      | 0–2  |
| Відкритий чемпіонат США з тенісу       |      | 3р   | 1р   |      | 2р   | 2р   |      | 4–4  |
| В-П                                    | 1–1  | 2–1  | 1–2  | 0–0  | 1–3  | 2–4  | 0–1  | 7–12 |

### Парний розряд
Актуально станом на завершення Відкритого чемпіонату Австралії 2013.
| Турніри Великого шлему                 |     |     |     |     |     |     |     |
| Відкритий чемпіонат Австралії з тенісу |     |     |     | 2р  | 2р  |     | 2–2 |
| Відкритий чемпіонат Франції з тенісу   |     |     |     | 1р  |     |     | 0–1 |
| Вімблдонський турнір                   | 2р  |     | 1р  | 1р  | К1р | 2р  | 2–4 |
| Відкритий чемпіонат США з тенісу       |     |     |     | 1р  |     |     | 0–1 |
| В-П                                    | 1–1 | 0–0 | 0–1 | 1–4 | 1–1 | 1–1 | 4–8 |